# The Way of the Transgressor (film 1915)
The Way of the Transgressor è un cortometraggio muto del 1915 diretto da William Humphrey.

## Produzione
Il film fu prodotto dalla Vitagraph Company of America (come Broadway Star Features).

## Distribuzione
Distribuito dalla General Film Company, il film - un cortometraggio in tre bobine - uscì nelle sale cinematografiche statunitensi il 5 giugno 1915.